# Chalisa

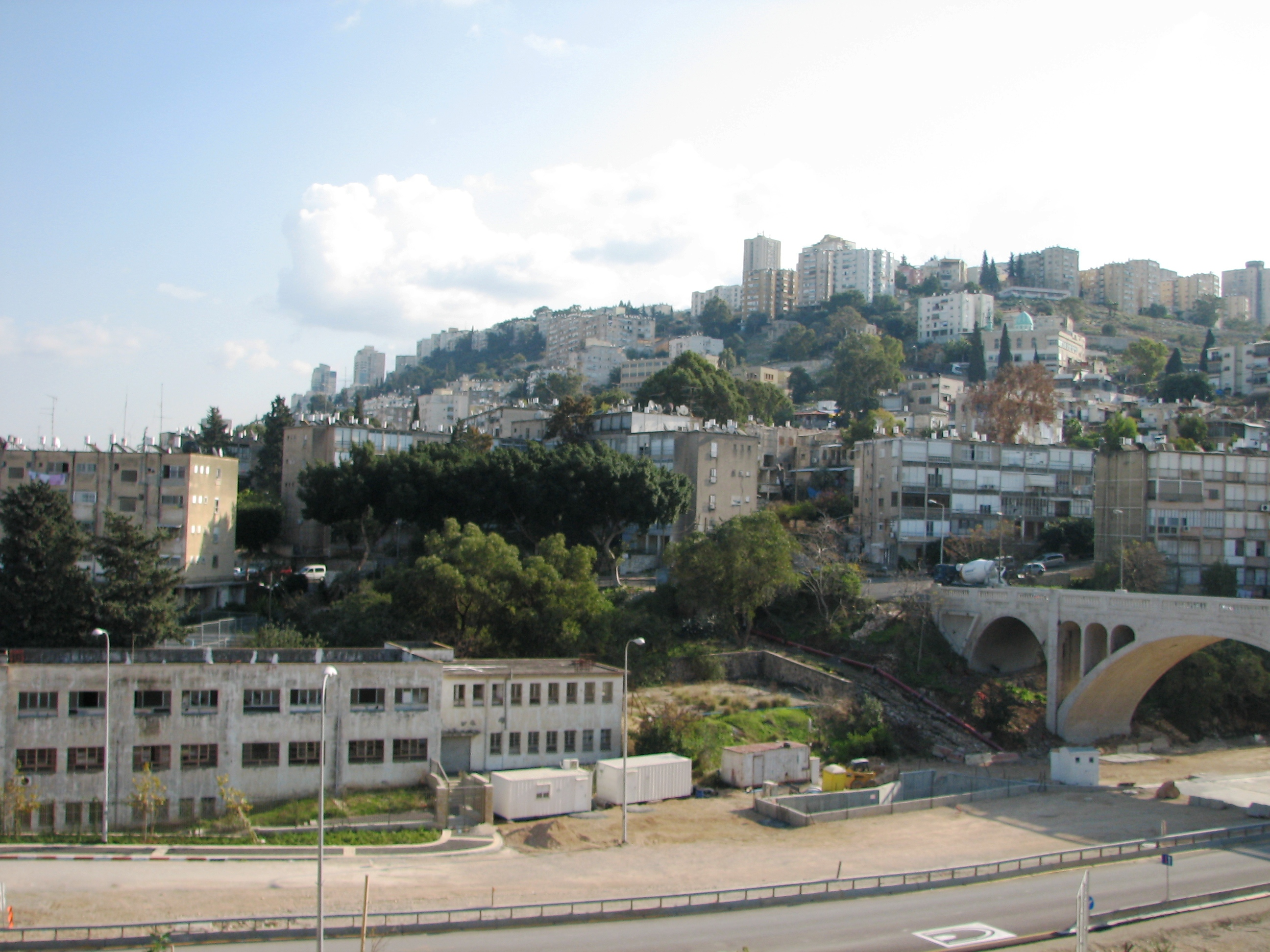
Zástavba ve čtvrti Chalisa, v popředí Most Rušmija, v pozadí čtvrť Tel Amal

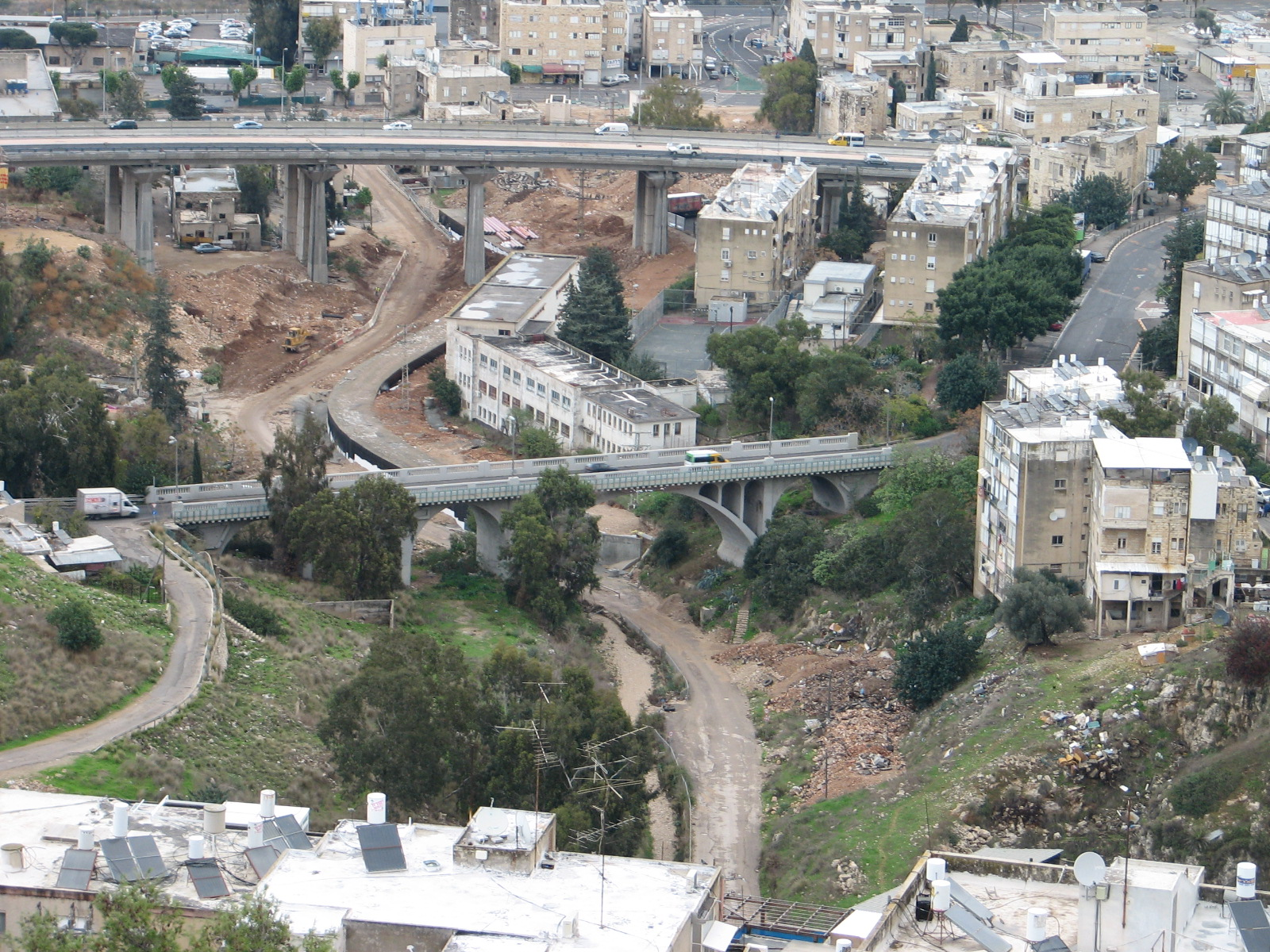
Zástavba ve čtvrti Chalisa, údolí Nachal Giborim, v popředí Most Rušmija, v pozadí Most Gdud 22

Chalisa též al-Chalísa (hebrejsky: חליסה, arabsky: الحليصة) je čtvrť v jihovýchodní části Haify v Izraeli. Nachází se v administrativní oblasti Neve Ša'anan-Jizre'elija, na okraji pohoří Karmel.

## Geografie

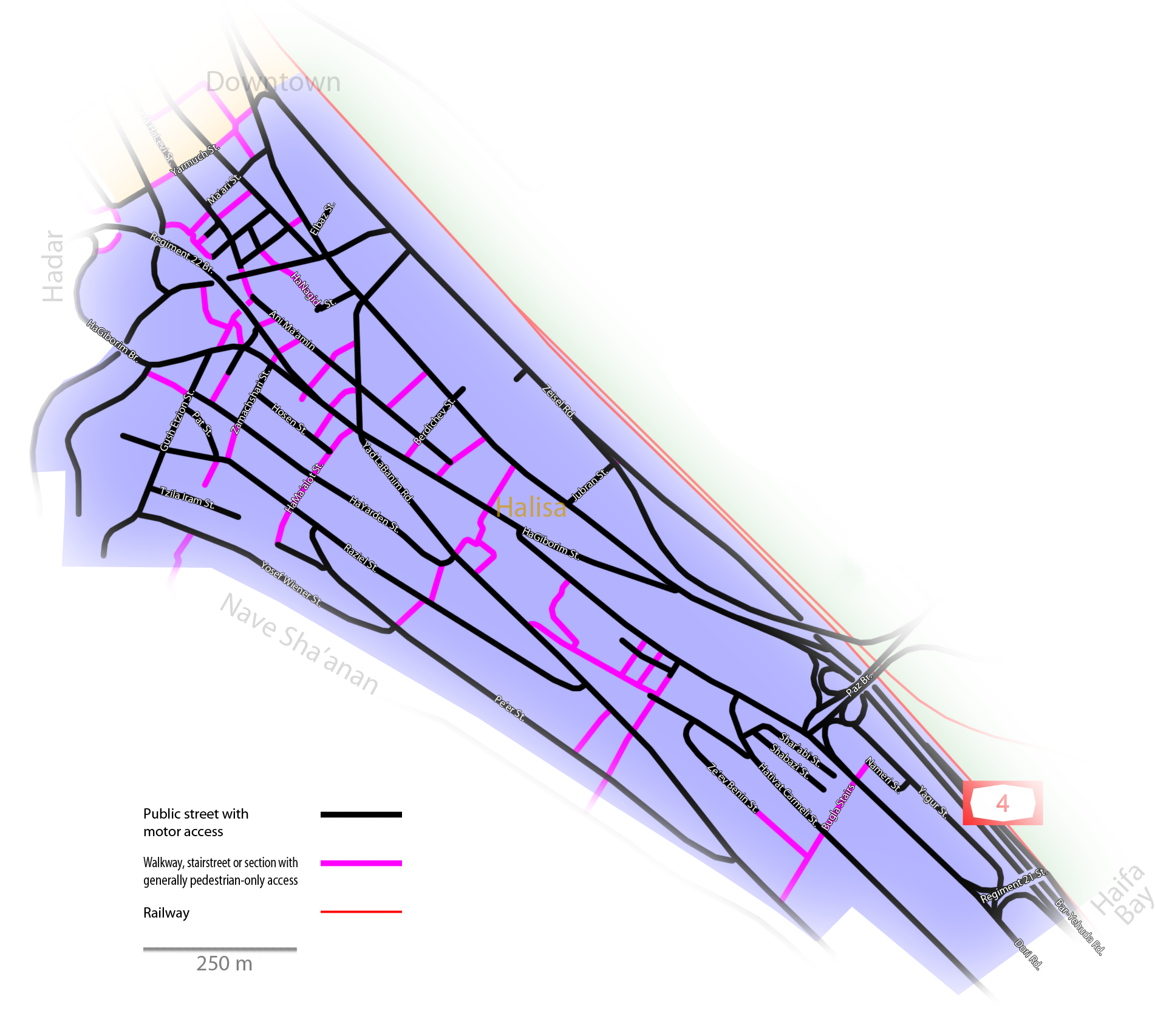
Mapa

Leží v nadmořské výšce necelých 100 metrů, cca 2 kilometru jihovýchodně od centra dolního města. Na jihu s ní sousedí čtvrť Neve Ša'anan, na západě Nachala, na severu pak centrální část města okolo ulice Kibuc Galujot. Dál k severu už se prostírají průmyslové areály okolo Haifského přístavu. Zaujímá polohu na severním okraji svahů Karmelu. Na západě je tento sídelní svah omezen údolím vádí Nachal Giborim. Hlavní dopravní osou je ulice ha-Giborim. Populace je arabská, s židovskou menšinou.

## Dějiny
Patří k nejstarším sídelním jádrům v této oblasti. Přes vádí Nachal Giborim tu vede most Rušmija, postavený roku 1927 za starosty Hasana Bej Šukriho. Betonová konstrukce představovala z inženýrského hlediska jednu z nejmodernějších staveb tohoto typu v tehdejší mandátní Palestině. Jeho oblouk měl rozpětí 30 metrů. Během první arabsko-izraelské války respektive předcházejícího období občanské války v Palestině v roce 1948 zde probíhaly boje mezi Židy a Araby. Později byl poblíž něj zbudován ještě novější Most Gdud 22.